# Acinonyx jubatus venaticus

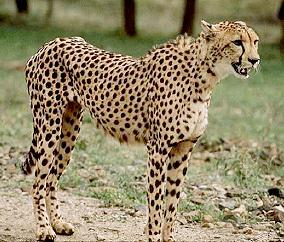
ghepardul asiatic

Ghepardul asiatic (Acynonyx jubatus venaticus) este o subspecie de ghepard aflat în pericol critic de dispariție. Odinioară era răspândit în toată Asia de Sud-Est, dar în urma micșorării habitatelor și vânării excesive, atât a lor, cât și a gazelelor, numărul lor a ajuns la mai puțin de 100 de exemplare. Altă problemă a dispariției lor este că toți acești indivizi fac parte din o mică populație de gheparzi și sunt foarte vulnerabili la boli. Gheparzii fac parte din familia felinelor. Reproducerea se face asemănător verilor săi africani.

## Caracteristici
Greutatea acestei feline este între 35 și 55 kg, iar lungimea este de aprox. 115 cm. Ei pot atinge viteze de 120 km/h.

## Conservare
Gheparzii au supraviețuit deja de la o mare extincție în epoca de gheață, când puțin au supraviețuit frigului extrem. Aceștia sunt descendenții acelor supraviețuitori, dar acum sunt din nou în pericol de dispariție, de data aceasta dată cauzată de om. Deși s-au luat măsuri prin fundații de protejare a gheparzilor asiatici, ei se află încă în pericol critic de dispariție.

## Hrănire
Gheparzii asiatici vânează antilope, gazele, rozătoare dar si păsări. 

## Legături externe
- Acinonyx jubatus venaticus Griffith, 1821 (TSN 726293). Integrated Taxonomic Information System.